# León Londoño Tamayo
León Londoño Tamayo (Jericó, Antioquia, 31 de agosto de 1929-Bogotá, 6 de octubre de 2012) fue un empresario y dirigente deportivo colombiano, que se desempeñó como Presidente de la Federación Colombiana de Fútbol.

## Biografía
Nació en Jericó (Antioquia) el 31 de agosto de 1929. Estudió en Bogotá en la Escuela Militar y después se dedicó a actividades comerciales. Fue trasladado de Medellín a Cúcuta para tratar de salvar una empresa que vendía electrodomésticos y automóviles. Allí se casó y nacieron sus hijos.
Durante ese lapso, en 1959, el Cúcuta Deportivo estaba en una situación económica complicada. Londoño, quien era aficionado al béisbol y tenía su propio equipo en esa ciudad, el Kelvinator, que era muy exitoso, se unió con diez amigos para tratar de evitar su desaparición. Consiguió un préstamo bancario por ochenta mil pesos, con un pagaré personal y salvó el club, convirtiéndose, sucesivamente, en vicepresidente y presidente. Trajo figuras como Walter Gómez, Omar Verdún y Juan Eduardo Hohberg. Permaneció hasta 1963 en ese equipo.
Otra crisis económica fue la que le permitió llegar a la Dimayor. La entidad iba a ser liquidada. Se nombró una comisión conformada por Antonio Patiño Vinasco, Humberto Gómez Largacha y Londoño para presentar un plan de rescate, tras lo cual se quedó 33 años en la entidad, primero como gerente y luego como presidente, cargo en el que permaneció entre 1983 y 1988.
También fue mediador, junto a Alfonso Senior Quevedo, para la creación de la actual Federación Colombiana de Fútbol, de la que llegó a ser presidente entre 1982 y 1992. Fue el que cambió la historia de la Selección al nombrar a Francisco Maturana como técnico, en 1987, después de haberlo nombrado para el Preolímpico de Bolivia. Nacional se convirtió en la base del equipo que fue tercero en la Copa América de 1987 y que luego clasificó al Mundial de Italia. También tuvo un exitoso ciclo con las selecciones menores, que clasificaron a los Mundiales Sub-20 de 1985, 1987 y 1989, el Sub-17 de 1989 y los Juegos Olímpicos de Barcelona 1992.
Su cargo en la Federación le permitió llegar a la FIFA, donde estuvo en las comisiones técnicas, organizadora del Mundial y del Estatuto del Jugador. Fue nombrado miembro honorario, para lo cual João Havelange, presidente de la entidad en ese entonces y amigo personal de Londoño, hizo modificar los estatutos durante 24 horas, porque el colombiano no tenía la edad requerida.
León Londoño murió en Bogotá el 6 de octubre de 2012 de una complicación respiratoria producto de la neumonía.